# Valeriana altaica
Valeriana altaica là một loài thực vật có hoa trong họ Kim ngân. Loài này được Sumner miêu tả khoa học đầu tiên..